# 萨迦 (文学)

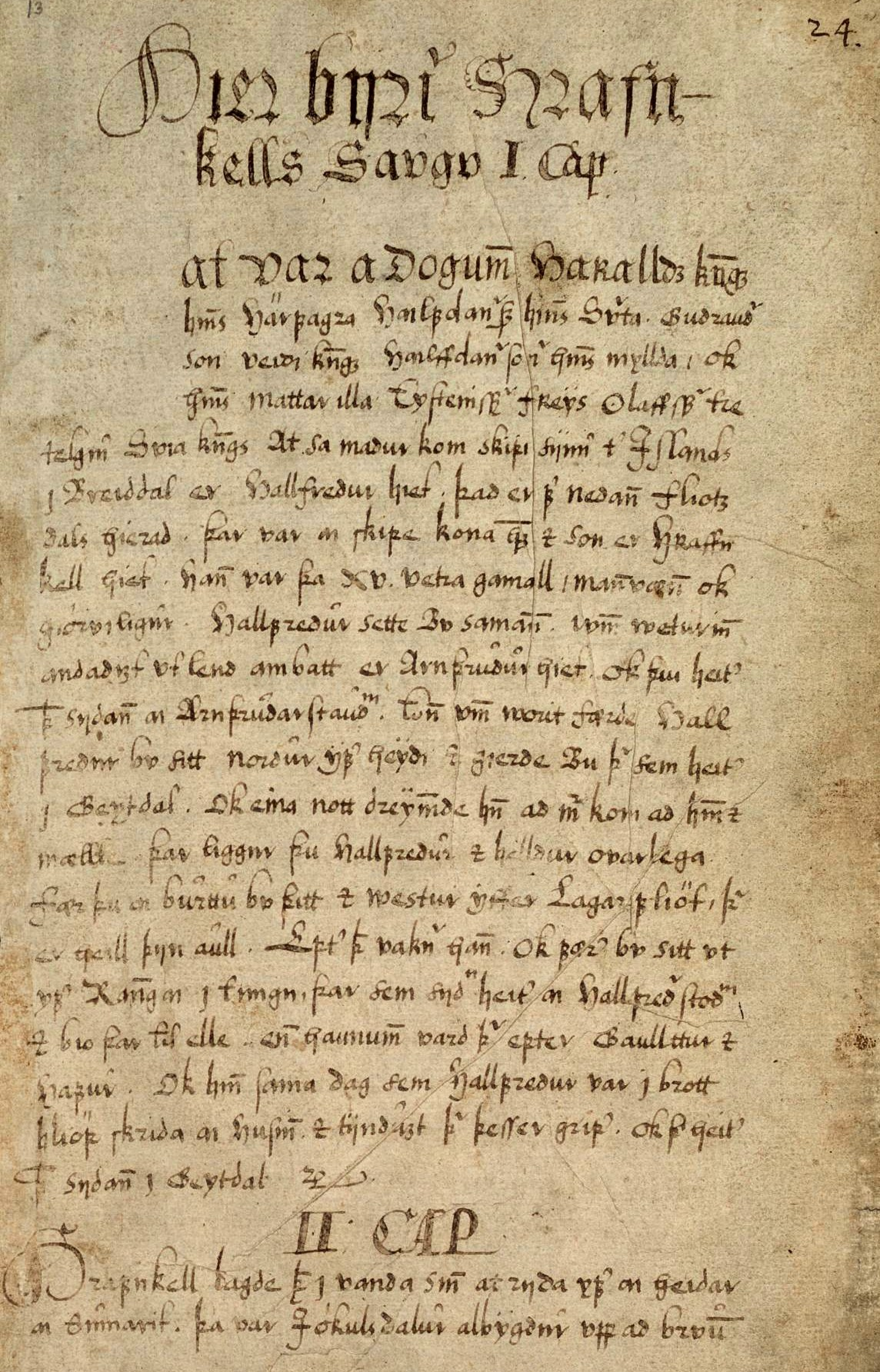
薩迦手稿

萨迦。是指冰島及北歐地區的一種特有文學。此語語源本意之一是「小故事」，後來演變成「史诗」、「传奇」的意思。薩迦廣義的意義可用於廣泛的文學作品，例如聖徒傳記、史著和各類的世俗小說，包括用冰島文或挪威文翻譯的他國傳說及歷史。而狹義上的意義，薩迦僅指傳奇小說和歷史小說。
在北歐漫長的冬季裡，人們躲在房子裡面，藉由訴說古時候的傳說打發寂寥。約13世紀起，冰島和挪威地區的人開始將平時以口傳的故事記述下來，這些故事大多是9世紀中葉到11世紀時的冰岛神話和英雄傳奇、维京人的远征等，帶有豐富的浪漫主義色彩，這種文學風格同神話文學《埃達》一樣，對北歐和西方文學有很大影響。
13世紀是薩迦創作的黃金時期，當時創作的文學的主體是以散文敘事的方式呈現。14世紀之後的薩迦流於編年史或騎士羅曼史小說，散文敘事文學就逐漸失色了。薩迦雖然是散文寫成，但包含有一種套定的韻律，敘述朗誦的時候，也通常會配合樂器。萨迦的文字是浪漫的、带有幻想色彩的史诗传说，题材有关远古英雄的作为、杰出人物的故事，这些主人公有的是维京人朗納爾，有的是基督徒，有的是异教徒。以故事的中心人物為主要依據，中世紀冰島傳說可分成以下三類：「王室薩迦」、「神話薩迦」、「冰島人薩迦」。

## 王室薩迦
王室薩迦是指斯堪的那維亞的統治者和貴族的歷史，主要反映家族故事，故也有「家族薩迦」之稱，寫作這類作品的作家會用拉丁文或本地文體書寫。
其中《定居記》和《冰岛家族萨迦》較為有名，它們分別記載了930～1130年間的冰島名人及家族的生世、成就和功績等，其中有許多傳說故事反映了冰島氏族社會的生活，有一定的歷史價值。除此以外，《尼亚尔萨迦》描寫了一位平民執法人—尼雅爾，希望氏族和平，可是自己的兒子卻殺了人、引起血仇，老人一家被仇人燒死，後來是他的女婿為家人報了仇，這部作品表現復仇心理和法治觀念間的矛盾，對人物性格的刻畫鮮明。《拉克斯谷人傳》、《埃吉爾傳》、《格雷蒂爾傳》、《埃里居民傳》等部分分別反映了北歐的創業經歷和英雄與敵人鬥爭的事情。
王室薩迦中又分做當代歷史和遠古歷史，前者多已失傳；後者中，最著名的就是斯諾里·斯圖魯松寫的《挪威王列傳》，詳細記載了挪威各代王朝的王族故事，是有關王室傳說的精品，但這些傳說由於多以王室故事或氏族間的仇殺為主。

## 神話薩迦
神話薩迦是文學作家取材於古老的歷史，多是英雄時期或維京時期，傳說發生地點除了北歐地區外，有時也會出現幻想世界。著名的有《沃爾松格傳》和斯諾里·斯圖魯松寫的《散文埃達》。

## 冰島人薩迦
和專門描寫王室及貴族的王室薩迦或神話薩迦不同，冰島人薩迦描寫的是一般人民，但依然帶有北歐文學中特有的英雄氣概及宿命論。作品可以是描寫一個想要追求功名的農民或詩人，也可以反抗強權的綠林英雄，這類型薩迦主要的美德是正義，而不是勇敢。

## 文學特色
薩迦的語言樸實無華，但多諷刺；不堆砌詞藻，以對話取勝。通過人物語言表現性格特徵，往往恰到好處，作者經常使用「欲張故弛」的手法，在聽眾中造成懸念，以加強講述的效果。但薩迦文學的缺點為內容幾乎是以氏族之間的仇殺為主，題材過於單調、結構過於鬆散。